# Гаївська сільська рада (Кропивницький район)
| Гаївська сільська рада — колишній орган місцевого самоврядування у Кропивницькому районі Кіровоградської області з адміністративним центром у с. Гаївка. Сільській раді були підпорядковані населені пункти: - с. Гаївка - с. Новогригорівка |

### Колишні населені пункти
- Ларисівка

## Склад ради
Рада складалася з 12 депутатів та голови.

### Керівний склад ради
| ПІБ                       | Основні відомості                                                 | Дата обрання | Дата звільнення |
| ------------------------- | ----------------------------------------------------------------- | ------------ | --------------- |
| Примак Валентина Іванівна | Сільський голова, 1973 року народження, освіта, позапартійна      | 26.03.2006   | 31.10.2010      |
| Примак Валентина Іванівна | Сільський голова, 1973 року народження, освіта вища, позапартійна | 31.10.2010   |                 |

Примітка: таблиця складена за даними джерела

## Населення
Згідно з переписом УРСР 1989 року чисельність наявного населення села становила 398 осіб, з яких 178 чоловіків та 220 жінок.
За переписом населення України 2001 року в селі мешкало 458 осіб.

### Мова
Розподіл населення за рідною мовою за даними перепису 2001 року:
| Мова       | Відсоток |
| ---------- | -------- |
| українська | 96,94 %  |
| російська  | 2,84 %   |
| молдовська | 0,22 %   |